# Барбара Пфальц-Цвейбрюккен-Нейбургская
Барбара Пфальц-Цвейбрюккен-Нейбургская (27 июля 1559, Нойбург-ан-дер-Донау, Швабия — 5 марта 1618, Эттинген, Швабия) — пфальцграфиня Цвейбрюккена по рождению и графиня Эттинген-Эттингена по браку.

## Биография
Дочь герцога и пфальцграфа Вольфганга Цвайбрюккенского (1526—1569) и его жены Анны Гессенской (1529—1591).
7 ноября 1591 года в Эттингене она вышла замуж за графа Готфрида Эттинген-Эттингенского (1554—1622). Она была его второй женой. Её приданое составляло 14 тысяч гульденов. В 1594 году Барбара родила дочь по имени Якобина, но она умерла в том же году.
Графиня Барбара Эттингенская интенсивно изучала алхимию и считается одной из самых важных женщин-алхимиков. Она наняла нескольких алхимиков и активно переписывалась на эту тему со своим племянником Августом, герцогом Пфальц-Зульцбаха. Барбара также провела многочисленные эксперименты для императора Рудольфа II в его резиденции в Праге, пока она не была выслана от двора.
Барбара умерла в Эттингене в 1618 году и была похоронена рядом с мужем в Замковой церкви Святого Михаила в Харбурге. Их могила украшена более крупной, чем в человеческий рост, фигурой графини рядом с мужем и его первой женой.